# Francia női labdarúgó-bajnokság (első osztály)
A Première Ligue Franciaország női labdarúgó bajnoksága, amelyet a férfi Ligue 1 mintájára alapítottak 1974-ben. Európa második legsikeresebb női labdarúgó bajnoksága.

## Története
Az első női labdarúgó-bajnokságot 1919-ben hozta létre a Francia Női Sportegyesületek Szövetsége (FSFSF). Az erősen Párizs felé orientálódott ligát 1924-ben már 16 csapat részvételével rendezték, azonban a sok kritika és elégedetlenség miatt végül az FSFSF törölte a női labdarúgást szervezett sportágai közül. 1933-tól a Île-de-France régió vette szárnyai alá a női labdarúgást és 1937-ig 10 klubbal bonyolították le a bajnoki kiírásokat.
Az 1960-as években a női foci megújuló törekvéseit 1970-ben hivatalosan is elismerte a Francia labdarúgó-szövetség (FFF) és négy évvel később megszervezte az első hivatalos bajnokságot, melyben 4 regionális csoportban 16 együttes mérkőzött meg egymással, a 8 továbbjutó pedig kuparendszerben döntötte el a bajnoki cím sorsát.
A Stade de Reims nyerte az első bajnokságot és 1982-ig minden fináléban részt vett, melyekből ötöt abszolvált. 1983-tól a Saint-Maur dominanciája következett, majd az FC Lyon, a FCF Juvisy, a Toulouse, Montpellier és az Olympique Lyon osztozott a trófeákban.
A 2009–10-es idénytől vezették be a professzionális rendszert és az Olympique Lyon egyeduralkodása is megkezdődött, miután 11 bajnokságot nyert meg egyhuzamban. A 2020–21-es szezonban a hosszú éveken keresztül csak ezüstérmet szerzett Paris Saint-Germain-nek sikerült megszakítania kis időre az OL szériáját.

## A 2025–26-ös szezon résztvevői
| Klub                | Település      | Stadion                         | Férőhely |
| ------------------- | -------------- | ------------------------------- | -------- |
| Dijon FCO           | Dijon          | Stade des Poussots              | 1 500    |
| Fleury 91           | Fleury-Mérogis | Stade Walter-Felder             | 1 000    |
| RC Lens             | Arras          | Stade Degouve-Brabant           | 2 000    |
| Le Havre AC         | Le Havre       | Stade Océane                    | 25 000   |
| FC Nantes           | Nantes         | Stade Marcel-Saupin             | 1 880    |
| Olympique Lyon      | Lyon           | Groupama OL                     | 1 524    |
| Olympique Marseille | Marseille      | OM Campus                       |          |
| Montpellier HSC     | Montpellier    | Stade Bernard-Gasset            | 1 280    |
| Paris FC            | Bondoufle      | Stade Robert-Bobin              | 18 845   |
| Paris Saint-Germain | Párizs         | Stade Municipal Georges-Lefèvre | 2 164    |
| AS Saint-Étienne    | Saint-Étienne  | Stade Salif-Keïta               | 1 000    |
| RC Strasbourg       | Strasbourg     | Stade Jean Nicolas Muller       | 1 000    |

## Bajnokok
Az alábbi táblázat az 1919–1932-ig illetve az 1975 óta megrendezett francia női bajnokságok győzteseit tartalmazza.
| Fédération des Sociétés Féminines Sportives de France |    |                         |    |                       |    |                        |    |                                                                                          |
| 1918–19                                               | 2  | Fémina Sport Paris      | 3  | En Avant              | 1  | –                      | –  |                                                                                          |
| 1919–20                                               | 3  | En Avant                | 10 | Fémina Sport Paris    | 10 | Académia Club Paris    | 4  | Madeleine Bracquemond                                                                    |
| 1920–21                                               | 4  | En Avant (2)            | 17 | Fémina Sport Paris    | 15 | Les Sportives de Paris | 10 |                                                                                          |
| 1921–22                                               | 7  | Sportives de Paris      |    | Fémina Sport Paris    |    | AS Amicale             |    |                                                                                          |
| 1922–23                                               | 18 | Fémina Sport Paris (2)  |    | Sportives de Reims    |    |                        |    |                                                                                          |
| 1923–24                                               | 12 | Fémina Sport Paris (3)  |    | La Clodoaldienne      |    |                        |    |                                                                                          |
| 1924–25                                               |    | Olympique Paris         |    |                       |    |                        |    |                                                                                          |
| 1925–26                                               |    | Fémina Sport Paris (4)  |    |                       |    |                        |    |                                                                                          |
| 1926–27                                               |    | Fémina Sport Paris (5)  |    |                       |    |                        |    |                                                                                          |
| 1927–28                                               | 12 | Fémina Sport Paris (6)  |    | Dunlop Sport          |    |                        |    |                                                                                          |
| 1928–29                                               |    | Fémina Sport Paris (7)  |    |                       |    |                        |    |                                                                                          |
| 1929–30                                               |    | Fémina Sport Paris (8)  |    | CASG Marseille        |    |                        |    |                                                                                          |
| 1930–31                                               |    | Fémina Sport Paris (9)  |    |                       |    |                        |    |                                                                                          |
| 1931–32                                               |    | Fémina Sport Paris (10) |    |                       |    |                        |    |                                                                                          |
| Championnat de France Féminin                         |    |                         |    |                       |    |                        |    |                                                                                          |
| 1974–75                                               | 16 | Stade de Reims          | 12 | Arago Sp. Orléans     | 7  | –                      |    |                                                                                          |
| 1975–76                                               | 18 | Stade de Reims (2)      |    | Rouen                 |    | –                      |    |                                                                                          |
| 1976–77                                               | 20 | Stade de Reims (3)      |    | Caluire SC            |    | –                      |    |                                                                                          |
| 1977–78                                               | 20 | AS Étrœungt             |    | Stade de Reims        |    | –                      |    |                                                                                          |
| 1978–79                                               | 20 | AS Étrœungt (2)         |    | Stade de Reims        |    | –                      |    |                                                                                          |
| 1979–80                                               | 48 | Stade de Reims (4)      |    | ASJ Soyaux            |    | –                      |    | Sylvie Bailly (ASJ Soyaux) (30)                                                          |
| 1980–81                                               | 20 | AS Étrœungt (3)         |    | Stade de Reims        |    | –                      |    | Martine Chapuzet (ASJ Soyaux) (24)                                                       |
| 1981–82                                               | 48 | Stade de Reims (5)      |    | AS Étrœungt           |    | –                      |    | Marie-Noëlle Warot (AS Étrœungt) (22)                                                    |
| 1982–83                                               | 48 | Saint-Maur              |    | FCF Hénin-Beaumont    |    | –                      |    | Sylvie Bailly (ASJ Soyaux) (37)                                                          |
| 1983–84                                               | 48 | ASJ Soyaux              |    | Saint-Maur            |    | –                      |    | Dominique Provost (FCF Condé) (27)                                                       |
| 1984–85                                               | 48 | Saint-Maur (2)          |    | FC Lyon               |    | –                      |    | 2 játékos (29 gól) - Nicole Abar (Saint-Maur) - Isabelle Musset (Stade de Reims)         |
| 1985–86                                               | 48 | Saint-Maur (3)          |    | ASJ Soyaux            |    | –                      |    | 2 játékos (26 gól) - Véronique Romagnoli (OS Monaco) - Sylvie Saunier (OS Monaco)        |
| 1986–87                                               | 48 | Saint-Maur (4)          |    | ASJ Soyaux            |    | –                      |    | Françoise Jézéquel (Saint-Brieuc SC) (17)                                                |
| 1987–88                                               | 30 | Saint-Maur (5)          |    | FCF Hénin-Beaumont    |    | –                      |    |                                                                                          |
| 1988–89                                               | 30 | Saint-Brieuc SC         |    | ASJ Soyaux            |    | –                      |    |                                                                                          |
| 1989–90                                               | 30 | Saint-Maur (6)          |    | Poissy JSF            |    | –                      |    |                                                                                          |
| 1990–91                                               | 30 | FC Lyon                 |    | Saint-Maur            |    | –                      |    | Françoise Jézéquel (Saint-Brieuc SC) (24)                                                |
| 1991–92                                               | 30 | FCF Juvisy              |    | Saint-Brieuc SC       |    | –                      |    | 2 játékos (29 gól) - Françoise Jézéquel (Saint-Brieuc SC) - Sandrine Fusier (FCF Juvisy) |
| National 1A                                           |    |                         |    |                       |    |                        |    |                                                                                          |
| 1992–93                                               | 12 | FC Lyon (2)             | 36 | FCF Juvisy            | 31 | Saint-Maur             | 29 |                                                                                          |
| 1993–94                                               | 12 | FCF Juvisy (2)          | 37 | FC Lyon               | 28 | ASPTT Strasbourg       | 28 |                                                                                          |
| 1994–95                                               | 12 | FC Lyon (3)             | 34 | Toulouse              | 32 | FCF Juvisy             | 32 |                                                                                          |
| 1995–96                                               | 12 | FCF Juvisy (3)          | 44 | ASJ Soyaux            | 47 | Toulouse               | 42 |                                                                                          |
| 1996–97                                               | 12 | FCF Juvisy (4)          | 57 | Toulouse              | 50 | Saint-Brieuc SC        | 45 |                                                                                          |
| 1997–98                                               | 12 | FC Lyon (4)             | 56 | FCF Juvisy            | 53 | Toulouse               | 52 |                                                                                          |
| 1998–99                                               | 12 | Toulouse                | 83 | ESOF La Roche-Sur-Yon | 76 | FCF Juvisy             | 70 |                                                                                          |
| 1999–2000                                             | 12 | Toulouse (2)            | 81 | FCF Juvisy            | 77 | FC Lyon                | 69 | Melanie Briche (Toulouse) (22)                                                           |
| 2000–01                                               | 12 | Toulouse (3)            | 76 | ESOF La Roche-Sur-Yon | 75 | FCF Juvisy             | 67 | Marinette Pichon (Saint-Memmie Olympique) (?)                                            |
| 2001–02                                               | 12 | Toulouse (4)            | 75 | FCF Juvisy            | 71 | FC Lyon                | 66 | Marinette Pichon (Saint-Memmie Olympique) (22)                                           |
| Division 1                                            |    |                         |    |                       |    |                        |    |                                                                                          |
| 2002–03                                               | 12 | FCF Juvisy (5)          | 78 | FC Lyon               | 76 | Montpellier            | 72 | Sandrine Brétigny (FC Lyon) (26)                                                         |
| 2003–04                                               | 12 | Montpellier             | 69 | FC Lyon               | 68 | FCF Juvisy             | 67 | Claire Morel (FC Lyon) (18)                                                              |
| 2004–05                                               | 12 | Montpellier (2)         | 82 | FCF Juvisy            | 79 | Olympique Lyon         | 69 | Marinette Pichon (FCF Juvisy) (38)                                                       |
| 2005–06                                               | 12 | FCF Juvisy (6)          | 78 | Montpellier           | 77 | Olympique Lyon         | 69 | Marinette Pichon (FCF Juvisy) (36)                                                       |
| 2006–07                                               | 12 | Olympique Lyon          | 83 | Montpellier           | 76 | FCF Juvisy             | 75 | Sandrine Brétigny (Olympique Lyon) (42)                                                  |
| 2007–08                                               | 12 | Olympique Lyon (2)      | 80 | FCF Juvisy            | 73 | Montpellier            | 63 | Laëtitia Tonazzi (FCF Juvisy) (27)                                                       |
| 2008–09                                               | 12 | Olympique Lyon (3)      | 86 | Montpellier           | 73 | FCF Juvisy             | 72 | Kátia da Silva (Olympique Lyon) (27)                                                     |
| 2009–10                                               | 12 | Olympique Lyon (4)      | 78 | FCF Juvisy            | 77 | Paris Saint-Germain    | 74 | Eugénie Le Sommer (Stade Briochin) (19)                                                  |
| 2010–11                                               | 12 | Olympique Lyon (5)      | 88 | Paris Saint-Germain   | 74 | Montpellier            | 71 | Laëtitia Tonazzi (FCF Juvisy) (20)                                                       |
| 2011–12                                               | 12 | Olympique Lyon (6)      | 82 | FCF Juvisy            | 78 | Montpellier            | 76 | Eugénie Le Sommer (Olympique Lyon) (22)                                                  |
| 2012–13                                               | 12 | Olympique Lyon (7)      | 88 | Paris Saint-Germain   | 78 | FCF Juvisy             | 71 | Lotta Schelin (Olympique Lyon) (24)                                                      |
| 2013–14                                               | 12 | Olympique Lyon (8)      | 85 | Paris Saint-Germain   | 78 | FCF Juvisy             | 77 | Gaëtane Thiney (FCF Juvisy) (25)                                                         |
| 2014–15                                               | 12 | Olympique Lyon (9)      | 88 | Paris Saint-Germain   | 82 | FCF Juvisy             | 67 | Lotta Schelin (Olympique Lyon) (34)                                                      |
| 2015–16                                               | 12 | Olympique Lyon (10)     | 82 | Paris Saint-Germain   | 79 | Montpellier            | 71 | Ada Hegerberg (Olympique Lyon) (33)                                                      |
| 2016–17                                               | 12 | Olympique Lyon (11)     | 63 | Montpellier           | 55 | Paris Saint-Germain    | 49 | 2 játékos (20 gól) - Ada Hegerberg (Olympique Lyon) - Eugénie Le Sommer (Olympique Lyon) |
| 2017–18                                               | 12 | Olympique Lyon (12)     | 64 | Paris Saint-Germain   | 56 | Montpellier            | 53 | Ada Hegerberg (Olympique Lyon) (31)                                                      |
| 2018–19                                               | 12 | Olympique Lyon (13)     | 62 | Paris Saint-Germain   | 57 | Montpellier            | 39 | Marie-Antoinette Katoto (Paris Saint-Germain) (22)                                       |
| 2019–20                                               | 12 | Olympique Lyon (14)     | 44 | Paris Saint-Germain   | 41 | Bordeaux               | 37 | Marie-Antoinette Katoto (Paris Saint-Germain) (16)                                       |
| 2020–21                                               | 12 | Paris Saint-Germain     | 62 | Olympique Lyon        | 61 | Bordeaux               | 44 | Khadija Shaw (Bordeaux) (22)                                                             |
| 2021–22                                               | 12 | Olympique Lyon (15)     | 64 | Paris Saint-Germain   | 53 | Paris FC               | 50 | Marie-Antoinette Katoto (Paris Saint-Germain) (18)                                       |
| 2022–23                                               | 12 | Olympique Lyon (16)     | 61 | Paris Saint-Germain   | 55 | Paris FC               | 42 | Kadidiatou Diani (Paris Saint-Germain) (17)                                              |
| 2023–24                                               | 12 | Olympique Lyon (17)     | 61 | Paris Saint-Germain   | 50 | Paris FC               | 42 | Tabitha Chawinga (Paris Saint-Germain) (18)                                              |
| 2024–25                                               | 12 | Olympique Lyon (18)     | 62 | Paris Saint-Germain   | 52 | Paris FC               | 45 | Clara Matéo (Paris FC) (18)                                                              |

### Klubonként
| Klub                                | Győztes | Második | Győztes évek                                                                                               |
| ----------------------------------- | ------- | ------- | --- |
| Olympique Lyon                      | 18      | 1       | 2007, 2008, 2009, 2010, 2011, 2012, 2013, 2014, 2015, 2016, 2017, 2018, 2019, 2020, 2022, 2023, 2024, 2025 |
| Paris FC (korábban FCF Juvisy)      | 6       | 8       | 1992, 1994, 1996, 1997, 2003, 2006                                                                         |
| Saint-Maur                          | 6       | 2       | 1983, 1985, 1986, 1987, 1988, 1990                                                                         |
| Stade de Reims                      | 5       | 3       | 1975, 1976, 1977, 1980, 1982                                                                               |
| FC Lyon                             | 4       | 4       | 1991, 1993, 1995, 1998                                                                                     |
| Toulouse                            | 4       | 2       | 1999, 2000, 2001, 2002                                                                                     |
| AS Étrœungt                         | 3       | 1       | 1978, 1979, 1981                                                                                           |
| Montpellier                         | 2       | 7       | 2004, 2005                                                                                                 |
| Paris Saint-Germain                 | 1       | 12      | 2021 |
| ASJ Soyaux                          | 1       | 5       | 1984 |
| Guingamp (korábban Saint-Brieuc SC) | 1       | 1       | 1989 |

## Magyar játékosok
- Bökk Katalin
- Milassin Erzsébet
- Szabó Ildikó

## Külső hivatkozások
- Hivatalos honlap
- FootoFeminin
- Hivatalos YouTube csatorna